# الميت 2: الهند (فلم 2013)
الميت 2: الهند (بالإنجليزية: The Dead 2: India) هو فيلم رعب ومغامرة تم انتاجه في المملكة المتحدة سنة 2013، من بطولة جوزيف ميلسون وهو الجزء الثاني في سلسلة أفلام الميت.

## القصة
نفس المرض الذي انتشر في الجزء الأول ينتشر مجددًا وهذه المرة في الهند حيث يقيم المهندس الأمريكي (نيكولاس بيرتون)، وعندما يدرك أن المرض انتشر ينطلق في رحلة طويلة لأجل انقاذ حبيبته الهندية التي رفض والدها ارتباطها به.

## روابط خارجية
- مقالات تستعمل روابط فنية بلا صلة مع ويكي بيانات